# Gnarp
Gnarp är en tätort i  Nordanstigs kommun i Hälsingland. Orten ligger vid E4 mellan Sundsvall och Hudiksvall. Gnarpsån rinner förbi orten.

## Befolkningsutveckling
| Befolkningsutvecklingen i Gnarp 1960–2020 | Befolkningsutvecklingen i Gnarp 1960–2020 | Befolkningsutvecklingen i Gnarp 1960–2020 | Befolkningsutvecklingen i Gnarp 1960–2020 | Befolkningsutvecklingen i Gnarp 1960–2020 |
| ----------------------------------------- | ----------------------------------------- | ----------------------------------------- | ----------------------------------------- | ----------------------------------------- |
|                                           |                                           |                                           |                                           |                                           |
| År                                        |                                           |                                           | Folkmängd                                 | Areal (ha)                                |
| 1960                                      | 1960                                      |                                           | 689                                       |                                           |
| 1965                                      | 1965                                      |                                           | 775                                       |                                           |
| 1970                                      | 1970                                      |                                           | 1 021                                     |                                           |
| 1975                                      | 1975                                      |                                           | 1 074                                     |                                           |
| 1980                                      | 1980                                      |                                           | 1 258                                     |                                           |
| 1990                                      | 1990                                      |                                           | 1 167                                     | 201                                       |
| 1995                                      | 1995                                      |                                           | 1 127                                     | 202                                       |
| 2000                                      | 2000                                      |                                           | 1 018                                     | 203                                       |
| 2005                                      | 2005                                      |                                           | 999                                       | 203                                       |
| 2010                                      | 2010                                      |                                           | 1 026                                     | 202                                       |
| 2015                                      | 2015                                      |                                           | 1 199                                     | 294                                       |
| 2020                                      | 2020                                      |                                           | 1 179                                     | 299                                       |
| Anm.: sammanvuxen 2015 med Byn            |                                           |                                           |                                           |                                           |

## Samhället
I Gnarp finns Gnarps kyrka, järnvägsstation, två bensinmackar, två skolor, en bankomat, Ica-Stjärnan samt många småföretag. Där finns även en fullstor sporthall - Gnarpsviljan, en konstfrusen ishall i Gällsta, och ett ridhus. Circle K har en snabbladdare med Gnarps pizzeria tvärs över vägen.
Varje år den 18 maj firas Ersmäss, till minne av Erik den heliges dödsdag 1160. Det sker traditionsenligt på Bergsberget med en stor brasa och körsång.

## Näringsliv
I det lokala näringslivet finns företag som Gränsfors Bruks yxfabrik, Hälsingesylt, Tjärnviks Trä AB (numera Gallo), Rödmyran handelsträdgård, Huset på Hea och även Wahlmans textil.

## Personer från orten
- The Kristet Utseende
- Micael Bydén

.